# Thorbergur Thordarson
Pour les articles homonymes, voir Thórdarson.
Þórbergur Þórðarson (transcrit en Thorbergur Thordarson, 12 mars 1889 à Hali í Suðursveit, Islande - 12 novembre 1974 à Reykjavik, Islande) est un écrivain et espérantiste islandais.

## Œuvres
- 1915: Hálfir skósólar
- 1917: Spaks manns spjarir
- 1922: Hvítir hrafnar (réimpresion de "Hálfir skósólar" et "Spaks manns spjarir")
- 1924: Bréf til  Láru
- 1938: Íslenzkur aðall
- 1940 - 1941: Ofvitinn
- 1945 - 1950: Ævisaga Árna Þórarinssonar prófasts (mémoires d'Árni Þórarinsson)
- 1954 - 1955: Sálmurinn um blómið
- 1960: Ritgerðir 1924-1959 (essais)
- 1975: Í Suðursveit

## Sources
- Íslenska Alfræðiorðabókin P-Ö. 1990. Editores: Dóra Hafsteinsdóttir y Sigríður Harðardóttir. Örn og Örlygur hf., Reykjavik.